# Zec du Bas-Saint-Laurent
Pour les articles homonymes, voir Saint-Laurent.
La zec du Bas-Saint-Laurent est une zone d'exploitation contrôlée du Québec (Canada) située dans la municipalité régionale de comté de La Mitis dans la région administrative du Bas-Saint-Laurent.  Ce territoire de chasse et pêche est administré par la Société de gestion des ressources du Bas-Saint-Laurent et comporte plus de 1 000 membres,.  Les bureaux d'administration de la zec sont situés à Rimouski.

## Historique
Généralement, à la fin du XIXe siècle, la venue du train et l'aménagement des routes forestières dans l'arrière pays ont permis un meilleur accès aux territoires sauvages. Au XXe siècle, les avions, les autoneiges et autres véhicules tout terrain ont été d'autres moyens d'accéder à des plans d'eau éloignés et difficilement atteignables. Conséquemment, la chasse, la pêche, la villégiature, la foresterie et l'industrie minière et les activités récréotouristiques (excursions, canotage...) ont pu se développer dans ces régions sauvages.
En 1978, le gouvernement du Québec a choisi de ne pas renouveler les baux des clubs privés de chasse et de pêche, sur les terres publiques. La zec du Bas-Saint-Laurent a été créée en 1978 afin de démocratiser l'accès à ces territoires et le développement des loisirs de plein air. Cette zone nouvellement créée a été confiée à des administrateurs bénévoles, élus par les membres de la Zec, qui verront à leur administration, et à la gestion de la faune terrestre et aquatique.

## Géographie
Le territoire de la zec couvre une superficie de 1 017 km2 dans la région administrative du Bas-Saint-Laurent. Il est situé en bordure de la Réserve faunique de Rimouski. Ce territoire en forme de "L" est situé entre les villages de La Trinité-des-Monts (à l'ouest), Saint-Marcellin (Québec) (au nord-ouest) et Saint-Charles-Garnier (au nord). La zec est à l'ouest des plans d'eau: lac inférieur, lac à la Croix (La Mitis) et lac Supérieur.
Les principaux lacs de la zec sont: Chic-Chocs, Des chasseurs, Des Eaux-Mortes, Du Castors, Du Dépôt, Du Gros Ruisseau, Du Sommet, Grand lac Neigette, Grand-Bouchard, Huron, Long, Lunettes, Mistigougèche, Montagnais, Patapédia, Petit lac Neigette et lac Prime.

## Hydrographie
Le territoire de la zec comporte 110 lacs de pêche à l'omble de fontaine et 2 lacs pour la pêche au touladi.

## Faune
La chasse à l'orignal, au cerf de Virginie, à l'ours noir et au petit gibier est pratiquée dans la zec. Les quotas de chasse sont attribués par la zec selon les espèces de gibier, le sexe des bêtes (orignaux et cerfs), les engins de chasse et les périodes de l'année.
La pêche récréative est populaire sur le territoire de la zec. Des quotas de pêche sont attribués par la zec pour l'omble de fontaine et le touladi.

## Tourisme
Trois sentiers pédestres de 5 km sont aménagés le long de rivières dans la zec. Le camping rustique est autorisé le long des mêmes rivières.
Le territoire de la zec dispose de 25 terrains de camping (avec divers aménagements) offrant un total de 300 emplacements: camping l'Esker, Île Beauséjour, Chic-choc, Rivière Mistigougèche, Montagnais, Neigette, Huron, Bona, Mistigougèche, Mailloux, Lambert, Trinit, P52, Zéphir, Ruisseau Ouellet, Rimouski-Est, Tâché, 30 milles, Camp Brûlé, Club Price, Eaux-Mortes, Du Huit et Chasseurs.

### Sources en ligne
- Commission de toponymie du Québec
- Zones d'exploitation contrôlée (zecs) sur Ministère des Ressources naturelles du Québec